# 術科学校 (航空自衛隊)
術科学校（じゅつかがっこう、JASDF Technical School）航空自衛隊の航空教育集団に属する教育訓練機関。第1から第5（第2は欠）までの4個の術科学校が設置されている。各術科学校では、機器の整備をはじめとする技術的な教育訓練が行われている。

## 術科学校一覧
- 航空自衛隊第1術科学校：浜松基地所在。航空機及び航空機器材・兵装等の整備運用、地上レーダーや高射兵器等の整備運用に関する教育訓練。
- 航空自衛隊第2術科学校：2020年（令和2年）3月26日、廃止。地上レーダーや誘導武器、高射兵器等の整備運用に関する教育訓練を所掌していたが、組織再編により所掌業務を第1術科学校に移管し本校は廃止。
- 航空自衛隊第3術科学校：芦屋基地所在。総務・会計・補給・輸送等に関する教育訓練。
- 航空自衛隊第4術科学校：熊谷基地所在。通信・情報・気象等に関する教育訓練。
- 航空自衛隊第5術科学校：小牧基地所在。航空管制等に関する教育訓練。